# Poppenricht
Poppenricht là một đô thị ở huyện Amberg-Sulzbach bang Bayern nước Đức. Đô thị Poppenricht có diện tích 11,58 km², dân số thời điểm ngày 31 tháng 12 năm 2006 là 3335 người.